# Le Triomphe de l'amour
Pour l’article homonyme, voir Le Triomphe de l'amour (homonymie).
Le Triomphe de l’amour est une comédie en trois actes et en prose de Marivaux représentée pour la première fois par les Comédiens Italiens le 12 mars 1732 au théâtre de l’Hôtel de Bourgogne.
Cette pièce fondée, comme beaucoup d’autres de Marivaux, sur le travesti et la séduction, n’eut pas de succès lors de sa représentation initiale. « On fut choqué de voir une princesse de Sparte se déguiser pour se mettre à la recherche d’un jeune homme dont elle ne sait point être aimée, et tromper un philosophe par une fourberie digne de Scapin. » Pour le public de l’époque, l’invraisemblance historique tournait principalement autour du fait qu’une princesse de cette importance, qu’il comparait à la fille d’un roi de France, coure les aventures de cette façon. Mal reçue le premier jour, une fois le public habitué à l’invraisemblance historique, sa comédie fut cependant applaudie les jours suivants, mais sans enthousiasme.

## Personnages
- Léonide, princesse de Sparte, sous le nom de Phocion.
- Corine, suivante de Léonide, sous le nom  d’Hermidas.
- Hermocrate, philosophe.
- Léontine, sœur d’Hermocrate.
- Agis, fils de Cléomène.
- Dimas, jardinier d’Hermocrate.
- Arlequin, valet d’Hermocrate.

## L'intrigue
Une jeune princesse, Léonide, imagine de s’introduire, sous un habit masculin et le nom de Phocion, dans la demeure où le vieux philosophe Hermocrate vit avec sa sœur et le jeune rejeton d’un trône usurpé, et de se faire aimer à la fois comme homme, par Léontine, la sœur du philosophe, une sage et discrète célibataire de longue date et résignée à son sort ; et comme femme, par le vieux philosophe lui-même, ainsi que par le jeune Agis. Phocion dit à Léontine qu’il a été tellement charmé d’elle en la voyant se promener dans le bois, qu’il a fait son portrait. Lorsqu’il lui montre ce portrait, elle n’en croit rien d’abord. Ensuite elle est étonnée, flattée, puis finalement charmée au point d’en perdre la raison. La conquête du frère est plus difficile : la princesse lui confie qu’elle s’est déguisée en homme pour s’approcher de lui, parce qu’il ne l’aurait pas reçue sous les habits de son sexe, qu’elle l’a aimé sur sa réputation d’abord, et ensuite sur sa vue. Au moment où il se trouble, Arlequin apporte, comme pièce de conviction contre l’intrus, qu’il n’aime pas, un portrait du philosophe, qu’il a découvert chez Phocion. Le philosophe n’y tient plus et consent à poser pour quelques retouches à faire. Le « triomphe de l’amour » réside dans la réussite complète des plans de Léonide : Léontine et Hermocrate ont beau résister avec héroïsme jusqu’à la fin, tous deux finissent peu à peu par se laisser envahir par l’amour. Léontine consentira à se laisser enlever pour se marier à la ville voisine tandis qu’Hermocrate acceptera, pour le même motif, de quitter son ermitage. Décidés, chacun de leur côté, à se marier clandestinement, le frère et la sœur, se rencontrent pour prendre congé l’un de l’autre. Cette scène des adieux, qui est aussi celle des aveux, est la plus amusante de la comédie, et graduée avec un naturel et un art merveilleux.